# 6 Sagittarii
6 Sagittarii, som är stjärnans Flamsteed-beteckning, är en ensam stjärna, belägen i den norra delen av stjärnbilden Skytten. Den har en skenbar magnitud på 6,27 och kräver åtminstone en handkikare för att kunna observeras. Baserat på parallaxmätning inom Hipparcosuppdraget på ca 1,2 mas, beräknas den befinna sig på ett avstånd på ca 2 600 ljusår (ca 800 parsek) från solen. Den rör sig närmare solen med en heliocentrisk radialhastighet på ca -22 km/s och antas vara en flyktstjärna som har en hög egenrörelse på 31,8+9,9-14,1 km/s.

## Egenskaper
Primärstjärnan 6 Sagittarii är en orange till röd jättestjärna av spektralklass K2 III, Den har en massa som är ca 10 solmassor, en radie som är ca 138 solradier och utsänder från dess fotosfär ca 6 820 gånger mera energi än solen vid en effektiv temperatur av ca 3 800 K. Den verkar vara en källa till ökat  överskott av infraröd strålning, men detta kan bero på mellanliggande interstellära moln.